# Prix Finlande
Le prix Finlande (finnois : Suomi-palkinto) est un prix culturel décerné chaque année par le ministère de l'Éducation et de la Culture de Finlande.

## Présentation
En 2016, le montant du prix est de 21 625 euros.

## Lauréats
| Année                  | Auteur / traducteur / illustrateur                        | Activité                              |
| ---------------------- | --------------------------------------------------------- | ------------------------------------- |
| 1993                   | Ulrika Hallberg                                           | danseur                               |
| 1993                   | Tove Jansson                                              | écrivain, artiste                     |
| 1993                   | Liisamaija Laaksonen                                      | acteur, écrivain                      |
| 1993                   | M. A. Numminen                                            | artiste                               |
| 1993                   | Timo Sarpaneva                                            | artiste                               |
| 1994                   | Pertti Nieminen                                           | poète                                 |
| 1994                   | Lauri Anttila                                             | sculpteur, graphiste                  |
| 1995                   | Martin Enckell                                            | écrivain                              |
| 1995                   | Maria Kalaniemi et Aldargaz                               | chanteuse et groupe musical           |
| 1995                   | Esa Kirkkopelto                                           | réalisateur                           |
| 1995                   | Markku Kivinen                                            | sculpteur                             |
| 1995                   | Leea Klemola                                              | acteur                                |
| 1995                   | Pietari Koskinen                                          | ingénieur du son                      |
| 1995                   | Åke Lindman                                               | réalisateur                           |
| 1995                   | Kirsi Mikkola                                             | sculpteur                             |
| 1995                   | Laura Mikkola                                             | pianiste                              |
| 1995                   | Ari Numminen                                              | danseur                               |
| 1995                   | Lauri Otonkoski                                           | écrivain                              |
| 1995                   | Saku Paasilahti                                           | photographe                           |
| 1995                   | Marika Parkkomäki                                         | acteur                                |
| 1995                   | Markku Pölönen                                            | réalisateur                           |
| 1995                   | Iiro Rantala                                              | musicien                              |
| 1995                   | Taisto Reimaluoto                                         | acteur                                |
| 1995                   | Mirkka Rekola                                             | écrivain                              |
| 1995                   | Kristina Riska                                            | céramiste                             |
| 1995                   | Ryhmäteatteri                                             | théâtre                               |
| 1995                   | Kauko Röyhkä                                              | musicien-écrivain                     |
| 1995                   | Göran Schildt                                             | écrivain                              |
| 1995                   | Jan Söderlund                                             | architecte                            |
| 1995                   | Tanssiteatteri Eri                                        | théâtre                               |
| 1995                   | Harri Tapper                                              | écrivain                              |
| 1995                   | Sinikka Tuominen                                          | artiste peintre                       |
| 1995                   | Tapani Valsta                                             | professeur                            |
| 1995                   | Heikki W. Virolainen                                      | sculpteur                             |
| 1996                   | Kati Lukka                                                | scénographe                           |
| 1996                   | Ossi Somma                                                | sculpteur                             |
| 1996                   | Märta Tikkanen                                            | écrivain                              |
| 1996                   | Pekka Tarkka                                              | écrivain                              |
| 1996                   | Tero Saarinen                                             | chorégraphe                           |
| 1996                   | Ritva Puotila                                             | artiste textile                       |
| 1996                   | Reijo Kela                                                | danseur                               |
| 1997                   | Erik Bergman                                              | compositeur, académicien              |
| 1997                   | Kyllikki Forssell                                         | acteur                                |
| 1997                   | Veijo Meri                                                | écrivain                              |
| 1997                   | Kirsi Neuvonen                                            | graphiste                             |
| 1997                   | Thomas Warburton                                          | écrivain                              |
| 1997                   | Rainer Mahlamäki, Ilmari Lahdelma, Mikko Kaira            | architectes                           |
| 1997                   | Pasi Pänkäläinen                                          | designer                              |
| 1997                   | Sirkka Viitanen                                           | Professeur de danse                   |
| 1997                   | Tuomo-Juhani Vuorenmaa                                    | photographe                           |
| 1997                   | KOM-teatteri                                              | théâtre                               |
| 1998                   | Eija-Liisa Ahtila                                         | graphiste                             |
| 1998                   | Heikki Aitoaho et Kaarlo Viljanen                         | architectes                           |
| 1998                   | Kristoffer Albrecht                                       | photographe                           |
| 1998                   | Markus Copper                                             | graphiste                             |
| 1998                   | Minna Heikinaho                                           | graphiste                             |
| 1998                   | Outi Heiskanen                                            | graphiste                             |
| 1998                   | Pirjo Honkasalo                                           | réalisateur                           |
| 1998                   | Kersti Juva                                               | traducteur                            |
| 1998                   | Juha Kangas                                               | chef d’orchestre                      |
| 1998                   | Katastro.fi                                               | groupe de médias                      |
| 1998                   | Petri Kauppinen                                           | chorégraphe et danseur                |
| 1998                   | Orchestre symphonique de Lahti                            | Orchestre symphonique                 |
| 1998                   | Markku Lehmuskallio                                       | réalisateur                           |
| 1998                   | Juha Lehtola                                              | écrivain et réalisateur               |
| 1998                   | Levy-yhtiö                                                | label discographique                  |
| 1998                   | Kirsi Monni                                               | danseur                               |
| 1998                   | Mari Mörö                                                 | écrivain                              |
| 1998                   | Ooppera Skaala                                            | Groupe                                |
| 1998                   | Jyrki Parantainen                                         | photographe                           |
| 1998                   | Hannu Raittila                                            | écrivain                              |
| 1998                   | Alpo Ruuth                                                | écrivain                              |
| 1998                   | Anneli Sainio                                             | céramiste                             |
| 1998                   | Kristian Smeds                                            | écrivain et réalisateur               |
| 1998                   | Kari Sohlberg                                             | cinéaste                              |
| 1998                   | Johan Storgård                                            | acteur                                |
| 1998                   | Liisi Tandefelt                                           | acteur                                |
| 1999                   | Katarina McAlester                                        | danseur                               |
| 1999                   | Ralf Forsström                                            | scénographe                           |
| 1999                   | Eero Heinonen                                             | pianiste                              |
| 1999                   | Kjell Lagerroos                                           | cinéaste                              |
| 1999                   | Marita Liulia                                             | graphiste                             |
| 1999                   | Marja-Leena Mikkola                                       | écrivain                              |
| 1999                   | Vuokko Eskolin-Nurmesniemi                                | artiste                               |
| 1999                   | Kalle Päätalo                                             | écrivain                              |
| 1999                   | Rafael Wardi                                              | artiste peintre                       |
| 2000                   | Eila Hiltunen                                             | sculpteur                             |
| 2000                   | Katri Helena Kalaoja-Rajala                               | artiste                               |
| 2000                   | Kaisa Korhonen                                            | réalisateur                           |
| 2000                   | Juhani Pallasmaa                                          | architecte                            |
| 2000                   | Oiva Toikka                                               | designer                              |
| 2000                   | Jorma Uotinen                                             | directeur de ballet                   |
| 2000                   | Sven Willner                                              | écrivain                              |
| 2000                   | Taru Mäkelä et Raija Talvio,                              | réalisateurs et scénaristes           |
| 2000                   | Henri Roth, Jari Majanen, Antti Seppänen et Jouni Malinen | auteurs de jeux vidéo                 |
| 2001                   | Tommi Grönlund et Petteri Nisunen                         | graphiste et architecte               |
| 2001                   | Veikko Huovinen                                           | écrivain                              |
| 2001                   | Mieskuoro Huutajat                                        | chœur                                 |
| 2001                   | Kaarina Kaikkonen                                         | sculpteur                             |
| 2001                   | Annikki Karvinen                                          | artiste textile                       |
| 2001                   | Timo Koivusalo                                            | réalisateur et producteur             |
| 2001                   | Ralf Långbacka                                            | réalisateur                           |
| 2001                   | Tero Saarinen                                             | danseur et chorégraphe                |
| 2001                   | Esa-Pekka Salonen                                         | chef d’orchestre et compositeur       |
| 2002                   | Lasse Pöysti                                              | professeur                            |
| 2002                   | Jorma Hynninen                                            | chanteur d’opéra                      |
| 2002                   | Anna-Mari Kähärä                                          | musicien                              |
| 2002                   | Fredrik Lång                                              | écrivain                              |
| 2002                   | Festival international de cinéma pour enfants d'Oulu (fi) |                                       |
| 2002                   | Pirkko Saisio                                             | écrivain                              |
| 2002                   | Unto Suominen                                             | souffleur de verre                    |
| 2002                   | Riitta Vainio                                             | professeur de danse                   |
| 2002                   | Maaria Wirkkala                                           | artiste                               |
| 2003                   | Umayya Abu-Hanna                                          | journaliste                           |
| 2003                   | Claes Andersson                                           | écrivain                              |
| 2003                   | Eero Hiironen                                             | sculpteur                             |
| 2003                   | Tuija Kokkonen                                            | écrivain                              |
| 2003                   | Erkki Kurenniemi                                          | artiste                               |
| 2003                   | Olli Mustonen                                             | musicien                              |
| 2003                   | Kaisa Rastimo                                             | réalisateur                           |
| 2003                   | Ari Tenhula                                               | danseur et chorégraphe                |
| 2003                   | Marjukka Vainio                                           | photographe                           |
| 2004                   | Erik Bruun                                                | graphiste                             |
| 2004                   | Pirjo Hassinen                                            | écrivain                              |
| 2004                   | Kristiina Hurmerinta                                      | acteur-réalisateur                    |
| 2004                   | Mauno Järvelä                                             | musicien                              |
| 2004                   | Jukka Karjalainen                                         | musicien                              |
| 2004                   | Kuutti Lavonen                                            | artiste                               |
| 2004                   | Susanna Leinonen                                          | chorégraphe-danseur                   |
| 2004                   | Kristiina Tuura                                           | réalisateur                           |
| 2004                   | Anita Välkki                                              | chanteuse d’opéra                     |
| 2005                   | Eero Aarnio                                               | designer                              |
| 2005                   | Galaxy                                                    | groupe                                |
| 2005                   | Arto Halonen                                              | réalisateur                           |
| 2005                   | Sampo Karjalainen et Aapo Kyrölä                          | développeurs d’Habbo                  |
| 2005                   | Susanna Mälkki                                            | chef d’orchestre                      |
| 2005                   | Sirkku Peltola                                            | réalisateur                           |
| 2005                   | Juha Siltanen                                             | écrivain                              |
| 2005                   | Saila Susiluoto                                           | poète                                 |
| 2005                   | Värttinä                                                  | groupe musical                        |
| 2006                   | Bengt Ahlfors                                             | écrivain, réalisateur                 |
| 2006                   | Mikko Heiniö                                              | professeur, compositeur               |
| 2006                   | Harri Larjosto                                            | photographe                           |
| 2006                   | Auli Mantila                                              | réalisateur, scénariste               |
| 2006                   | Markku Nieminen                                           | écrivain                              |
| 2006                   | Marianna Uutinen                                          | graphiste                             |
| 2006                   | Globe Hope                                                | société                               |
| 2007                   | Lars Huldén                                               | écrivain, traducteur                  |
| 2007                   | Zinaida Lindén                                            | écrivain                              |
| 2007                   | Sini Länsivuori                                           | danseur                               |
| 2007                   | Meta4                                                     | Quartette                             |
| 2007                   | Veijo Rönkkönen                                           | artiste                               |
| 2007                   | Rakkautta ja anarkiaa                                     | festival.                             |
| 2008                   | Pirkko Anttila                                            | professeur                            |
| 2008                   | Faces                                                     | festival                              |
| 2008                   | Kassandra                                                 | société                               |
| 2008                   | Ilmari Lahdelma et Rainer Mahlamäki                       | architectes                           |
| 2008                   | Nihil Interit                                             | groupe de poètes                      |
| 2008                   | Marko Vuoriheimo                                          | musicien                              |
| 2009                   | Anastasia Lapsui                                          | graphiste                             |
| 2009                   | Maria Vuorio                                              | écrivain                              |
| 2009                   | Osmo Rauhala et Kuutti Lavonen                            | graphistes                            |
| 2009                   | Eppu Normaali                                             | groupe de musique rock                |
| 2009                   | Circo Aereo                                               | cirque                                |
| 2010                   | Hannu-Pekka Björkman                                      | acteur                                |
| 2010                   | Leena Krohn                                               | écrivain                              |
| 2010                   | Kaisa et Christoffer Leka                                 | graphistes                            |
| 2010                   | Magnus Lindberg                                           | compositeur                           |
| 2010                   | Marja Rak                                                 | couturier                             |
| 2010                   | Juba Tuomola                                              | graphiste                             |
| 2011,                  | Njassa                                                    | journaliste                           |
| 2011,                  | Jussi Lehtonen                                            | acteur                                |
| 2011,                  | Monsp Records                                             | label discographique                  |
| 2011,                  | Nuoren Voiman Liitto                                      | association littéraire                |
| 2011,                  | Ravintolapäivä                                            | Événement social                      |
| 2011,                  | Meiju Niskala                                             | artiste                               |
| 2012                   | Matti Hagelberg                                           | graphiste et illustrateur             |
| 2012                   | Anna Krogerus                                             | écrivain                              |
| 2012                   | Heikki Paasonen                                           | éclairagiste                          |
| 2012                   | Jarmo Saari                                               | compositeur, musicien et producteur   |
| 2012                   | Sami Tallberg                                             | chef cuisinier                        |
| 2012                   | Kaisa Viitanen et Katja Tähjä                             | journaliste et photographe            |
| 2012                   | 22-Pistepirkko                                            | groupe                                |
| 2013                   | Ellips förlag                                             | éditeur                               |
| 2013                   | Suomesta Galleria et Jari Haanperä                        | artistes                              |
| 2013                   | Juha Jokela                                               | écrivain                              |
| 2013                   | Jyrki Karttunen                                           | chorégraphe                           |
| 2013                   | Pekka Lehto                                               | réalisateur                           |
| 2013                   | PMMP                                                      | groupe                                |
| 2013                   | Salla Simukka                                             | écrivain                              |
| 2014                   | Hilja Grönfors                                            | chanteur                              |
| 2014                   | Kalle Hamm et Dzamil Kamanger                             | graphistes                            |
| 2014                   | Susanna Kuparinen                                         | réalisateur                           |
| 2014                   | Jukka Nykänen                                             | pianiste                              |
| 2014                   | Timo Parvela                                              | écrivain                              |
| 2014                   | Ville Ranta                                               | graphiste                             |
| 2014                   | Timo Salminen                                             | illustrateur                          |
| 2014                   | Kaarisilta                                                | Centre pour handicapés mentaux        |
| 2014                   | Popeda                                                    | groupe                                |
| 2015                   | Adel Abidin                                               | graphiste                             |
| 2015                   | Hassan Blasim                                             | écrivain et cinéaste                  |
| 2015                   | Nura Farah                                                | écrivain                              |
| 2015                   | Kenneth Greve                                             | chorégraphe                           |
| 2015                   | Aulis Sallinen                                            | compositeur                           |
| 2015                   | Birgitta Ulfsson                                          | acteur                                |
| 2015                   | Bibliothèque d'Entresse                                   | bibliothèque                          |
| 2016                   | Saara Aalto                                               | chanteuse                             |
| 2016                   | Ville Hara et Anu Puustinen                               | architectes                           |
| 2016                   | Sirpa Kähkönen                                            | écrivain                              |
| 2016                   | Kasperi Laine                                             | musicien                              |
| 2016                   | Jani Leinonen                                             | artiste                               |
| 2016                   | Théâtre des garçons de Mikkeli                            | théâtre                               |
| 2016                   | Matti Salminen                                            | chanteur et professeur                |
| 2016                   | Saara Turunen                                             | écrivain                              |
| 2017                   |                                                           |                                       |
| Neil Hardwick          | écrivain réalisateur                                      |                                       |
| Anna-Leena Härkönen    | écrivain acteur                                           |                                       |
| Dome Karukoski         | réalisateur                                               |                                       |
| Yrjö Kukkapuro         | architecte d'intérieur                                    |                                       |
| Hannu Lintu            | chef d'orchestre                                          |                                       |
| Alma-Sofia Miettinen   | écrivain musicien                                         |                                       |
| Mäntän kuvataideviikot | événement                                                 |                                       |
| Pikku Kakkonen         | émission                                                  |                                       |
| Pori Dance Company     | danse                                                     |                                       |
| 2018                   |                                                           |                                       |
| Remu Aaltonen          | musicien                                                  |                                       |
| Jyrki Kiiskinen        | écrivain                                                  |                                       |
| Paola Suhonen          | designer                                                  |                                       |
| Selma Vilhunen         | cinéaste                                                  |                                       |
| Alt Arkkitehdit        | architectes                                               |                                       |
| Finnish Game Jam       |                                                           |                                       |
| Koko Jazz Club         |                                                           |                                       |
| 2019                   | Marja Helander                                            | photographe et vidéaste               |
| 2019                   | Ilona Jäntti                                              | artiste de cirque, chorégraphe        |
| 2019                   | Klaus Mäkelä                                              | chef d'orchestre                      |
| 2019                   | Pirjo Kääriäinen                                          | designer                              |
| 2019                   | Helsinki Poetry Connection                                | collectif de poésie scénique          |
| 2019                   | Lainsuojattomat                                           | festival de théâtre                   |
| 2019                   | Ruskeat Tytöt Media                                       | médias                                |
| 2019                   | Raekallio Corp.                                           | groupe de danse de Valtteri Raekallio |
| 2019                   | Amos Rex                                                  | tableau d'honneur.                    |
| 2021                   | Mikko Alatalo                                             | Chanteur et auteur-compositeur        |
| 2021                   | Eero Aho                                                  | acteur                                |
| 2021                   | Virpi Suutari                                             | Réalisateur                           |
| 2021                   | Anna-Riikka Carlson                                       | Éditrice                              |
| 2021                   | Fröbelin Palikat                                          | Groupe musical d'enfants              |
| 2021                   | Ilosaarirock (fi)                                         | Festival de rock                      |
| 2021                   | Hiljainen kansa -ympäristötaideteos                       | Suomussalmi et Työpaja Hanslankarit   |
| 2022                   | Ujuni Ahmed                                               | Militante des droits des femmes       |
| 2022                   | Alli Haapasalo                                            | Réalisateur et scénariste             |
| 2022                   | Veikko Halmetoja                                          | Conservateur de musée                 |
| 2022                   | Kirsi Kaulanen                                            | Sculpteur                             |
| 2022                   | Kaija Pakarinen                                           | Actrice                               |
| 2022                   | Sanna Salmenkallio                                        | Compositrice et violoniste            |
| 2022                   | Jaakko Teppo                                              | Auteur-compositeur et artiste folk    |
| 2022                   | Yläkaupungin Yö                                           | Festival                              |